# Проспект Павла Тичини
Проспе́кт Павла́ Тичи́ни — проспект у Дніпровському районі міста Києва, житловий масив Березняки. Пролягає від Дніпровської набережної до Березняківської вулиці.
Прилучаються вулиця Юрія Шумського і бульвар Амвросія Бучми.

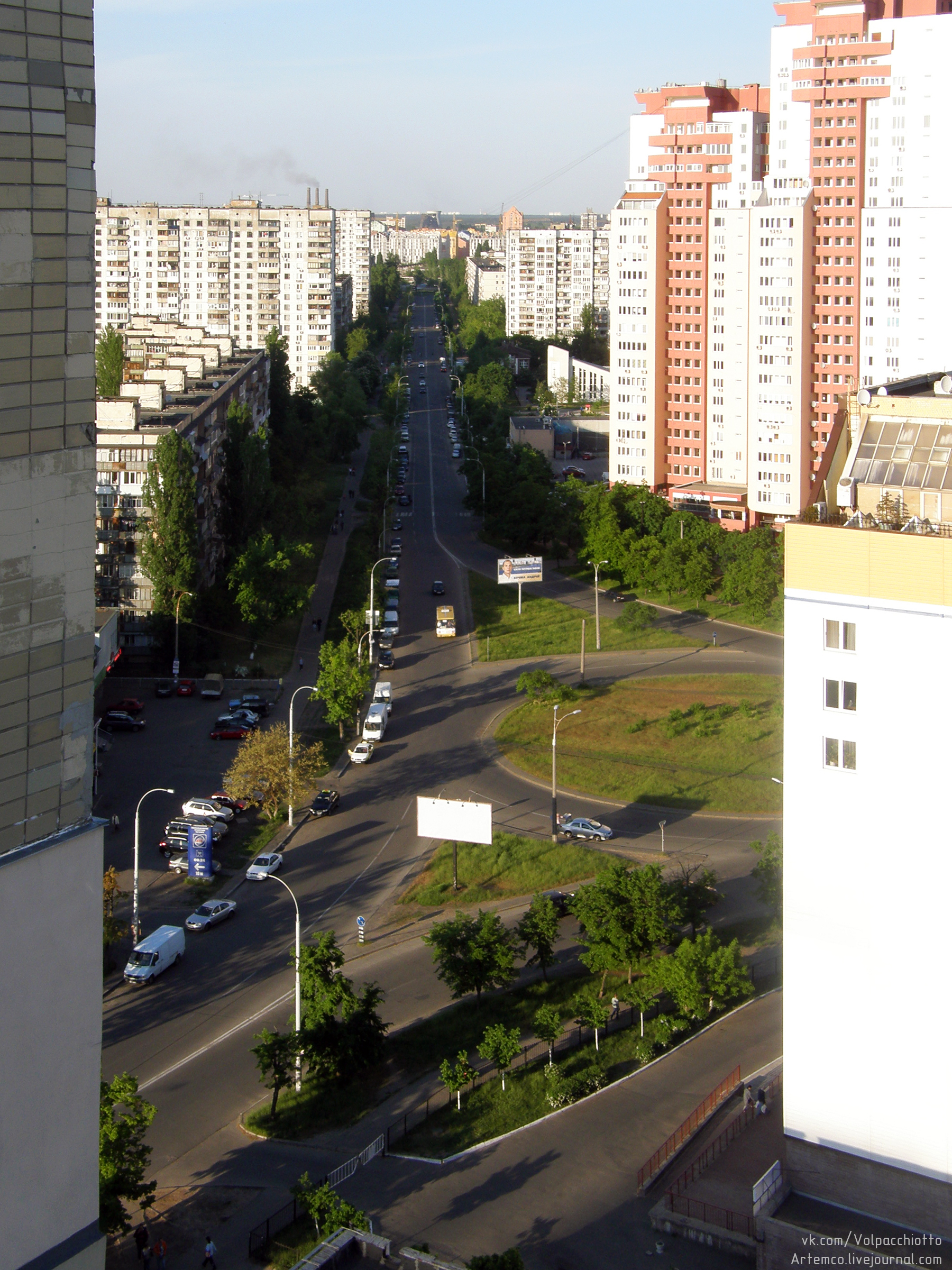
від вул. Шумського до вул. Березняківської

## Історія
Проспект виник у другій половині 1950-х років під назвою Нова вулиця, з 1957 року — Тельбинська вулиця. Сучасна назва на честь поета Павла Тичини — з 1968 року.

## Установи та заклади
- Середня загальноосвітня школа № 81 (буд. № 22-А)